# كيت هينشاو
كيت هينشاو (بالإنجليزية: Kate Henshaw)‏ هي ممثلة نيجيرية، ولدت في 19 يوليو 1971 في كالابار في نيجيريا.

## وصلات خارجية
- كيت هينشاو على موقع IMDb (الإنجليزية)
- كيت هينشاو على موقع قاعدة بيانات الفيلم (الإنجليزية)